# Уэст-Мелтон
Уэ́ст-Ме́лтон (англ. West Melton) на Южном острове Новой Зеландии — крупнейший город округа Селуин в регионе Кентербери. Он расположен в 14 километрах к западу от Крайстчерча.

## История
Первые европейские поселенцы появились в этой местности в 1864 году. Это были: Джон Хилл (англ. John Hill), А. Трускотт (англ. A. C. Truscott), Луис Коуттс (англ. Louis Coutts), К. Ньютон (англ. C. Newton), Джон Джонс (англ. John Jones), Э. Воган (англ. E. Vaughan), A. Сандерсон (англ. A. Sanderson), Г. Шеферд (англ. H. T. Shepherd), Г. Трикетт (англ. H. Trickett). Трикетт дал название этой области.

## Население
Население города выросло с 4133 жителей по данным переписи 1996 года до 5613 по данным 2006 года. Однако, в связи с низкой рождаемостью и большим количеством сельского населения, фактическая численность городского населения гораздо ниже.

## Земледелие и животноводство
Здесь находится значительная часть сельскохозяйственных и животноводческих угодий страны. Вокруг города расположены живописные пахотные земли, развито овцеводство. Урожайность овса здесь в среднем составляет 13,44 центнеров с гектара, а пшеницы — 8,96 центнеров с гектара, но бывают и более высокие урожаи. В большом количестве выращивается рапс и турнепс, которые идут на откармливание овец.
В последнее время в Уэст-Мелтоне стало развиваться виноградарство и оленеводство. В городе проводятся рысистые бега (троттинг).

## Транспорт
Из Уэст-Мелтона в Крайстчерч можно попасть через пригороды Риккартон и Ялдхерст по шоссе 73. Ближайшая железнодорожная станция, Уидонс, находится в 8 километрах к югу от города. К северу от города расположен аэродром Уэст-Мелтон (NZWL).

## Образование
В городе есть государственная средняя школа (англ. public school), дециль 10, в которой дети учатся с 0-го по 8-й классы. В школе работают 10 преподавателей и занимаются чуть более 230 детей. Действует попечительский совет, проводятся курсы подготовки к школе.

## Наука
Неподалёку от города, на западе, расположена обсерватория Кентерберийского астрономического общества имени Р.Ф. Джойса.

## Инфраструктура
В Уэст-Мелтоне есть англиканская и методистская церковь, гостиница, магазин, лавка кузнеца. На территории торговой компании West Melton Saleyards Company проводятся ежемесячные ярмарки, пользующиеся большой популярностью. Публичная библиотека, примыкающая к школе, содержит около 800 хорошо подобранных книг.

## Спорт
В городе есть теннисный корт, поле для игры в крикет, спортивный клуб и велосипедный клуб Лиги велосипедистов Новой Зеландии.